# Svojetice
Svojetice (en allemand : Swojetitz) est une commune du district de Prague-Est, dans la région de Bohême-Centrale, en République tchèque. Sa population s'élevait à 1 120 habitants en 2020.

## Géographie
Svojetice se trouve à 7 km à l'est-sud-est de Říčany et à 25 km au sud-est du centre de Prague.
La commune est limitée par Mukařov au nord, par Louňovice à l'est, par Struhařov et Klokočná au sud, par Tehov à l'ouest et par Tehovec au nord-ouest.

## Histoire
La première mention écrite de la localité date de 1407.

## Transports
Par la route, Svojetice se trouve à 9 km de Říčany et à 31 km du centre de Prague.